# Dubovoi
Dubovoi (en rus: Дубовой) és un poble (un khútor) de l'óblast de Rostov, a Rússia, que en el cens del 2010 tenia 92 habitants, pertany al municipi de Bókovskaia.